# Hoofdklasse hockey dames 2002/03
Het seizoen 2002/03 is de 22ste editie van de dameshoofdklasse waarin onder de KNHB-vlag om het landskampioenschap hockey werd gestreden. Na een competitie van 22 wedstrijden en play-offs werd een nationaal kampioen bekend in de hoofdklasse. 
In het voorgaande seizoen degradeerden Hurley en Pinoké. Hiervoor kwamen SCHC en Bloemendaal in de plaats.
Den Bosch pakte haar 6de landstitel op rij door zich in de finale te ontdoen van Laren. SCHC en HDM degradeerden rechtstreeks. 

## Eindstand
Na 22 speelronden was de eindstand:
| #  | Club              | GS | W  | G | V  | P  | DV      | DT      | DS  |
| -- | ----------------- | -- | -- | - | -- | -- | ------- | ------- | --- |
| 1  | Den Bosch         | 22 | 20 | 2 | 0  | 62 | 81 - 13 | 81 - 13 | +68 |
| 2  | Laren             | 22 | 13 | 5 | 4  | 44 | 58 - 26 | 58 - 26 | +32 |
| 3  | Amsterdam         | 22 | 13 | 5 | 4  | 44 | 40 - 22 | 40 - 22 | +18 |
| 4  | Rotterdam         | 22 | 11 | 6 | 5  | 39 | 54 - 29 | 54 - 29 | +25 |
| 5  | Klein Zwitserland | 22 | 9  | 6 | 7  | 33 | 47 - 46 | 47 - 46 | +1  |
| 6  | Kampong           | 22 | 8  | 5 | 9  | 29 | 35 - 28 | 35 - 28 | +7  |
| 7  | HGC               | 22 | 6  | 5 | 11 | 23 | 25 - 39 | 25 - 39 | -14 |
| 8  | Bloemendaal       | 22 | 6  | 5 | 11 | 23 | 24 - 51 | 24 - 51 | -27 |
| 9  | Oranje Zwart      | 22 | 6  | 3 | 13 | 21 | 25 - 47 | 25 - 47 | -22 |
| 10 | Push              | 22 | 4  | 8 | 10 | 20 | 17 - 30 | 17 - 30 | -13 |
| 11 | SCHC              | 22 | 5  | 2 | 15 | 17 | 15 - 46 | 15 - 46 | -31 |
| 12 | HDM               | 22 | 4  | 2 | 16 | 14 | 13 - 57 | 13 - 57 | -44 |

### Legenda
| Afk.      | Betekenis                                                                     |
| --------- | ----------------------------------------------------------------------------- |
| GS        | aantal gespeelde wedstrijden                                                  |
| W         | aantal gewonnen wedstrijden                                                   |
| G         | aantal gelijk gespeelde wedstrijden                                           |
| V         | aantal verloren wedstrijden                                                   |
| P         | totaal aantal punten                                                          |
| DV        | aantal gemaakte doelpunten                                                    |
| DT        | aantal doelpunten tegen                                                       |
| DS        | doelsaldo                                                                     |
| Den Bosch | Landskampioen Den Bosch plaatst zich voor de Europacup I 2004                 |
| Laren     | Verliezend play off-finalist Laren plaatst zich voor de Europacup II 2004     |
| Amsterdam | Amsterdam en Rotterdam hebben zich alleen weten te plaatsen voor de play offs |
| SCHC      | SCHC en HDM zijn rechtstreeks gedegradeerd                                    |

## Uitslagen reguliere competitie
Informatie: Zonder de Play Offs.

De thuisspelende ploeg staat in de linkerkolom.
|                   | AMS | BLO | DBO | HKZ | HDM | HGC | KAM | LAR | ORA | PUS | ROT | SCH |
| ----------------- | --- | --- | --- | --- | --- | --- | --- | --- | --- | --- | --- | --- |
| Amsterdam         |     | 3-0 | 1-1 | 4-2 | 1-0 | 3-1 | 2-2 | 1-0 | 1-0 | 2-0 | 2-2 | 2-0 |
| Bloemendaal       | 0-0 |     | 0-3 | 3-1 | 0-0 | 2-1 | 1-0 | 2-2 | 3-1 | 0-1 | 2-1 | 1-1 |
| Den Bosch         | 5-1 | 9-1 |     | 5-1 | 6-0 | 1-0 | 1-0 | 2-1 | 5-1 | 2-0 | 1-0 | 5-0 |
| Klein Zwitserland | 1-3 | 3-3 | 2-6 |     | 4-1 | 2-1 | 1-1 | 2-2 | 4-0 | 1-1 | 5-4 | 3-1 |
| HDM               | 1-3 | 1-2 | 0-5 | 1-1 |     | 0-2 | 0-5 | 1-3 | 1-0 | 1-2 | 0-1 | 2-1 |
| HGC               | 2-2 | 2-1 | 1-7 | 1-2 | 2-0 |     | 0-1 | 2-2 | 4-1 | 1-0 | 1-2 | 0-2 |
| Kampong           | 1-0 | 5-1 | 0-4 | 1-3 | 4-0 | 0-0 |     | 2-4 | 2-0 | 3-0 | 1-2 | 2-0 |
| Laren             | 1-2 | 4-0 | 1-3 | 3-2 | 7-0 | 5-0 | 2-1 |     | 4-1 | 1-1 | 2-1 | 4-0 |
| Oranje Zwart      | 0-4 | 2-0 | 0-3 | 2-1 | 0-1 | 1-1 | 3-1 | 2-3 |     | 2-2 | 2-2 | 1-0 |
| Push              | 1-0 | 1-0 | 0-1 | 0-2 | 0-1 | 2-2 | 2-2 | 1-1 | 1-3 |     | 1-1 | 0-0 |
| Rotterdam         | 1-0 | 7-1 | 3-3 | 2-2 | 6-1 | 3-0 | 1-1 | 0-2 | 4-2 | 2-0 |     | 4-0 |
| SCHC              | 1-2 | 3-1 | 0-3 | 1-2 | 2-1 | 0-1 | 1-0 | 0-4 | 0-1 | 2-1 | 0-5 |     |

## Topscorers
| #  | Speler             | Club              | Goals |
| -- | ------------------ | ----------------- | ----- |
| 1. | Alyson Annan       | Klein Zwitserland | 26    |
| 2. | Ageeth Boomgaardt  | Den Bosch         | 24    |
| 3. | Mijntje Donners    | Den Bosch         | 21    |
| 4. | Karlijn Petri      | Rotterdam         | 19    |
| 5. | Markje Hoekstra    | Laren             | 12    |
| 5. | Sylvia Karres      | Amsterdam         | 12    |
| 7. | Kim Lammers        | Laren             | 12    |
| 8. | Hui Ping Yang      | HDM               | 10    |
| 9. | Aukje de Groot     | Laren             | 9     |
| 9. | Fleur van de Kieft | Rotterdam         | 9     |

## Play offs landskampioenschap
Halve finales 1/4
| Team          | Score | Team          |
| ------------- | ----- | ------------- |
| (4) Rotterdam | 0-1   | Den Bosch (1) |
| (1) Den Bosch | 2-1   | Rotterdam (4) |

Halve finales 2/3
| Team          | Score | Team          |
| ------------- | ----- | ------------- |
| (3) Amsterdam | 2-3   | Laren (2)     |
| (2) Laren     | 2-1   | Amsterdam (3) |

Finales dames
| 15 juni 2003 |           |                                                    |                                                  |
| Laren        | 0-3 (0-0) | Den Bosch                                          | Scheidsrechters: Lisette Smedema Michiel Brüning |
|              |           | 44. Goderie 0-1 45. Donners 0-2 63. Boomgaardt 0-3 | Scheidsrechters: Lisette Smedema Michiel Brüning |

| 21 juni 2003                                                            |           |                                       |                                              |
| Den Bosch                                                               | 3-2 (2-1) | Laren                                 | Scheidsrechters: Renee Cohen Stella Bartlema |
| 1' L. van Kessel 1-0 6' Booij 2-0 77' Boomgaardt (sc) 3-2 (golden goal) |           | 7' Doreski 2-1 67' van Geenhuizen 2-2 | Scheidsrechters: Renee Cohen Stella Bartlema |

Nederlands landskampioenschap

1921/22 ·
1922/23 ·
1923/24 ·
1924/25 ·
1925/26 ·
1926/27 ·
1927/28 ·
1928/29 ·
1929/30 ·
1930/31 ·
1931/32 ·
1932/33 ·
1933/34 ·
1934/35 ·
1935/36 ·
1936/37 ·
1937/38 ·
1938/39 ·
1939/40 ·
1940/41 ·
1941/42 ·
1942/43 ·
1943/44 ·
1944/45 ·
1945/46 ·
1946/47 ·
1947/48 ·
1948/49 ·
1949/50 ·
1950/51 ·
1951/52 ·
1952/53 ·
1953/54 ·
1954/55 ·
1955/56 ·
1956/57 ·
1957/58 ·
1958/59 ·
1959/60 ·
1960/61 ·
1961/62 ·
1962/63 ·
1963/64 ·
1964/65 ·
1965/66 ·
1966/67 ·
1967/68 ·
1968/69 ·
1969/70 ·
1970/71 ·
1971/72 ·
1972/73 ·
1973/74 ·
1974/75 ·
1975/76 ·
1976/77 ·
1977/78 ·
1978/79 ·
1979/80 ·
1980/81
Hoofdklasse dames

1981/82 · 
1982/83 · 
1983/84 · 
1984/85 · 
1985/86 · 
1986/87 · 
1987/88 · 
1988/89 · 
1989/90 · 
1990/91 · 
1991/92 · 
1992/93 · 
1993/94 · 
1994/95 · 
1995/96 · 
1996/97 · 
1997/98 · 
1998/99 · 
1999/00 · 
2000/01 · 
2001/02 · 
2002/03 · 
2003/04 · 
2004/05 · 
2005/06 · 
2006/07 · 
2007/08 · 
2008/09 · 
2009/10 · 
2010/11 · 
2011/12 · 
2012/13 ·
2013/14 ·
2014/15 ·
2015/16 ·
2016/17 ·
2017/18 ·
2018/19 ·
2019/20 ·
2020/21 ·
2021/22 ·
2022/23 ·
2023/24 ·
2024/25 ·
Nederlandse competities: Hoofdklasse (zaal) · Promotieklasse · Overgangsklasse · Eerste klasse · Tweede klasse · Derde klasse · Vierde klasse · Gold Cup · Silver Cup

Nederlands kampioenschap: Lijst van Nederlandse landskampioenen hockey · Lijst van Nederlandse landskampioenen zaalhockey

Europese competities: Euro Hockey League · Europacup I · Europa Cup II · Europacup zaalhockey